# Blistr

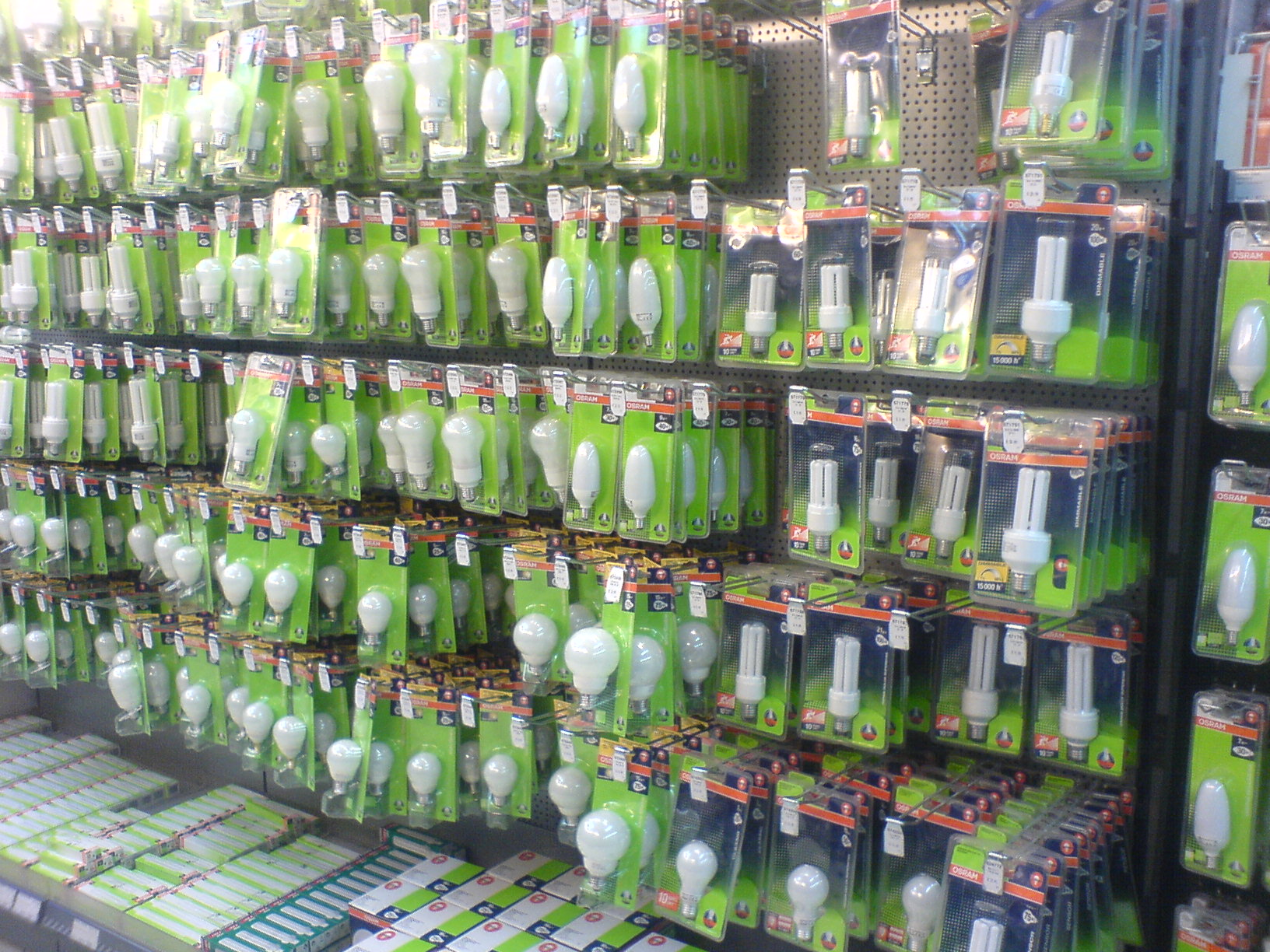
Úsporné žárovky v blistrech

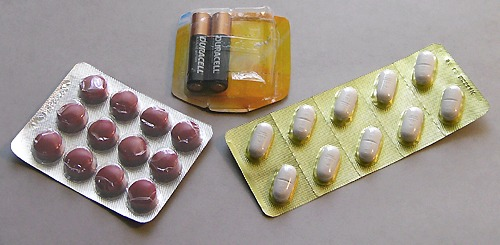
Tužkové baterie a léky v blistrech

Blistr (z angl. blister, puchýřek) je balení drobných výrobků pomocí tvarované průhledné fólie proti lepenkové kartě nebo protlačovací hliníkové fólii (typicky u léků). Tvarovaná fólie může být k lepenkové podložce přilepena, termoplasticky přivařena, připevněna sponkami atd. Podložka bývá potištěna údaji o výrobku a výrobci, o datu použitelnosti nebo reklamou a stručným návodem k použití. Používá se pro maloobchodní prodej zejména v samoobsluhách a obchodních domech, u léků jako standardní způsob balení, i když se blistry často ještě vkládají do krabiček po dvou, pěti, deseti atd. kusech.

## Výhody a nevýhody
- Pro zákazníka může být výhodou, že výrobek aspoň zčásti vidí, nevýhodou může být obtížnější rozbalování a produkce objemného odpadu.
- Pro výrobce je výhodou přehlednost a možnost automatizace balení.
- Výhoda pro prodejce spočívá v tom, že blistry s normalizovaným otvorem (Europack) lze v prodejně navléct na drátěný držák na svislé desce, která šetří místo a přitom je i pro zákazníka přehledná. Větší blistry také komplikují případné odcizení drobného výrobku.

## Balení léků
Tvarovaná průhledná fólie je zespodu uzavřena tenkou hliníkovou fólií (tloušťka kolem 0,002 mm), kterou uživatel snadno protrhne tlakem prstu na tabletu. Vrchní průhledná fólie s určitým počtem důlků slouží také k počítání tablet a pacient má stále přehled, kolik mu jich ještě zbývá. Balení je dokonale hygienické a chrání i před vlhkostí, prachem atd. Na hliníkové fólii bývá natištěn název léku, případně i pokyny k užívání.
Některé nebezpečné léky se balí do blistrů se silnější krycí fólií, která brání v přístupu dětem.